# Анна Болейн (телесериал)
«Анна Болейн» (англ. Anne Boleyn) — британский трёхсерийный мини-сериал, премьера которого состоялась 1 июня 2021 год на канале Channel 5.
Режиссёром проекта является номинантка на BAFTA Scotland Линси Миллер (наиболее известная по созданию сериала «Падение в мёртвые воды»), автором сценария стала дебютант Ив Хеддервик Тёрнер.

## Сюжет
Серии начинаются с фразы «Основано на правде… и лжи». Классическая история второй жены английского короля Генриха VIII Тюдора показана через призму её взгляда на положение женщины в высшем обществе XVI столетия, а чернокожая Анна Болейн предстаёт средневековой феминисткой и борцом с патриархальным обществом тюдоровской эпохи.

## В ролях
- Джоди Тёрнер-Смит — Анна Болейн
- Паапа Эссьеду — Джордж Болейн[5]
- Марк Стэнли — Генрих VIII Тюдор[6]
- Талисса Тейшейра — Мадж Шелтон
- Аманда Бёртон — Анна Шелтон
- Бэрри Уорд — Томас Кромвель[7]
- Джамаэль Уэстман — Эдуард Сеймур
- Лола Петтикрю — Джейн Сеймур[7]

## Производство
Съёмки проекта проходили в Йоркшире и завершились в декабре 2020 года. Премьера запланирована на конец 2021 года.

## Критика и отзывы
После объявления о кастинге нового сериала о жизни Анны Болейн крайне неоднозначную реакцию профессионалов и зрителей вызвало назначение чернокожей актрисы на главную роль. Причём под пристальным рассмотрением оказался не только конкретный проект, но и в целом правомерность исполнения темнокожими актёрами ролей белых персонажей, включая исторических. Однако Джоди Тёрнер-Смит отметила, что авторы хотели рассказать историю, завязанную на личностях, исключив вопрос расы.
Обозреватель Variety Манори Равиндран проводит параллели между Тёрнер-Смит и актрисой Софи Оконедо, сыгравшей королеву Англии Маргариту, жену Генриха VI, в сериале BBC «Пустая корона» и также подвергшейся критике. Автор медийного портала Al Bawaba на основе мнений в соцсетях задаётся вопросом, не является ли выбор темнокожей актрисы культурной апроприацией и искажением истории. Изабель Турман из издания Grazia вспомнила похожий скандал с приглашением афробританской актрисы Лашаны Линч в новый фильм бондианы, с возможной заменой на неё главной роли агента 007 в последующих фильмах франшизы, Турман назвала негативную реакцию зрителей на чёрную Анну Болейн «жалкой расистской критикой людей, которые считают, что чёрная женщина не может изображать белую». Культурный колумнист газеты «Вечерняя Москва» Екатерина Рощина в своей колонке отметила, что концепция сериала полностью соответствует веяниям современной западной культуры, где правда и талант подменяются псевдотолерантностью и попыткой угодить определённым категориям зрителей, вспомнив также похороны Джорджа Флойда. По словам российского сенатора и политолога Алексея Пушкова: «Чёрная Анна Болейн — это, видите ли, борьба с расизмом. Но на деле это <…> борьба со здравым смыслом и историей, формирующей национальную идентичность, плюс циничная манипуляция. Как только нацию лишают её подлинной истории, она становится игрушкой в руках манипуляторов».
После выхода рейтинг сериала на агрегаторе Rotten Tomatoes составил 53 % на основе 17 рецензий критиков. Люси Манган из The Guardian раскритиковала сериал за «избыток метафор», но заявила, что он «работает», и оценила в 3 звезды из 5 возможных, как и критик The Independent. Бет Уэбб из Empire назвала актёрский состав «маленьким, но хорошо собранным». Критики высоко оценили актёрскую игру Тёрнер-Смит. Критики из Radio Times высказались по поводу того, что белых персонажей играют чернокожие актёры: «Всё дело в том, чтобы быть подходящим человеком для работы, а не в том, что общество, могло бы воспринимать как „правильный взгляд“ на работу».
Зрительский рейтинг сериала на кинопортале Imdb падал до рекордных 1,1 баллов из 10, из-за чего он попал в рейтинг худших сериалов в истории сервиса. Портал вскоре обнулил негативные оценки, что позволило рейтингу временно подняться до 6,9. При этом сами негативные рецензии удалены не были, они составили 94 % из всех.